# سیلور اسپرینگ (مریلند)
سیلور اسپرینگ (به انگلیسی: Silver Spring) شهری در ایالت مریلند کشور ایالات متحده آمریکا است که جمعیت آن در سرشماری سال ۲۰۲۰ میلادی، ۸۱۰۱۵ نفر بوده‌است.
ساختمانِ مرکزیِ سازمان غذا و دارو آمریکا در این شهر واقع است.